# Frangins malgré eux
Pour plus de détails, voir Fiche technique et Distribution.
Frangins malgré eux ou Demi-frères au Québec (Step Brothers) est un film américain réalisé par Adam McKay et sorti en 2008.
C'est le deuxième film d'Adam McKay après Ricky Bobby : Roi du circuit, mettant en scène Will Ferrell et John C. Reilly, ainsi que le dixième film produit par Apatow Productions.
Par ailleurs Will Ferrell et John C. Reilly sont respectivement les méchants demi-frères Brennan Huff et Dale Doback dans ce film.

## Synopsis
À 39 ans, Brennan Huff n'a toujours pas de job sérieux et vit chez sa mère, Nancy. De son côté, Dale Doback est un éternel chômeur de 40 ans qui vit encore avec son père, Robert, médecin. Malgré leur âge, ils se comportent comme des enfants gâtés et égocentriques. Un jour, Robert tombe sous le charme de Nancy lors d'une conférence sur les implants auditifs : la chose est réciproque, et peu de temps après, ils se marient et s'installent chez Robert, contraignant Brennan et Dale à vivre ensemble comme demi-frères. Les relations entre les deux hommes sont tendues, jusqu'au jour où une violente dispute entre eux au sujet de la batterie de Dale - ils vont même jusqu'à se battre - contraint Nancy et Robert à les obliger à trouver du travail dans un délai d'un mois, sous peine de quitter la maison. Toutefois, Brennan sympathise avec Dale après que celui-ci ait frappé Derek, le frère cadet de Brennan, venu rendre visite à sa mère avec son épouse et ses deux enfants, qui s'était moqué d'eux. À la suite de quoi Alice, l'épouse de Derek, qui hait sa vie maritale, tombe sous le charme de Dale.
L'entente entre Brennan et Dale est telle qu'ils se découvrent de nombreux intérêts communs, développant une relation forte, mais Robert est furieux de leur immaturité et les oblige à trouver un emploi. Après des entretiens pour un travail qui ne se déroulent pas comme prévu, le duo est martyrisé par un écolier, Chris Gardocki, et ses camarades de classe. Ayant fait des projets de retraite sur un bateau, le couple décide de mettre la maison en vente, via l'agence immobilière de Derek, qui travaille également dans une firme de vente d'hélicoptères. Par conséquent, Brennan et Dale sabotent la vente de toutes les manières. Tentant de démarrer leur propre affaire, une entreprise de divertissement, les deux hommes diffusent une vidéo à leur famille, avant que Robert ne découvre que son bateau a été accidentellement détruit. En colère, il refuse l'investissement. La veille de Noël, Robert part boire un verre au Cheesecake Factory, se sentant plus heureux que depuis des mois. Le lendemain, il annonce qu'il a l'intention de divorcer d'avec Nancy, provoquant la tristesse de Brennan et Dale. Leur amitié en prend un coup quand ils se rejettent la responsabilité de l'échec du mariage de leurs parents, et les deux garçons décident de ne plus se revoir.
Quelque temps plus tard, Dale travaille chez un traiteur, tandis que Brennan a trouvé un emploi auprès de son frère cadet à la firme d'hélicoptères. Voulant réunir la famille brisée, Brennan prend l’initiative de prendre en charge une partie des ventes de la compagnie de Derek et invite Robert et Nancy, tandis que Dale organise la restauration. La fête est un succès, mais Robert, voyant que leurs vies actuelles ne leur correspondent pas, encourage Dale et Brennan à redevenir les enfants excentriques qu'ils étaient, après leur avoir avoué qu'à dix-sept ans il se comportait exactement comme eux, avant que son père ne lui demande d'arrêter ce comportement puéril. Quand le chanteur engagé à la réception est renvoyé, les deux beaux-frères montent sur scène et interprètent la version espagnole de Con te partirò, Brennan au chant, Dale à la batterie. Le public est ému, tout comme Derek, qui se réconcilie avec son frère. Dale, quant à lui, décide de stopper sa liaison avec Alice, entamée quelque temps après leur rencontre.
Six mois après ces événements, Robert et Nancy sont à nouveau ensemble et se sont réinstallés dans la maison, tandis que Brennan et Dale ont créé une société de divertissement à succès. Dans une scène à mi-crédits, on voit Brennan et Dale débarquer en hélicoptère dans la cour de récréation et se venger en affrontant Gardocki et les autres élèves dans un combat. Les deux gagnent facilement, provoquant la fuite des garnements.

## Fiche technique
Sauf indication contraire, les informations mentionnées dans cette section peuvent être confirmées par la base de données cinématographiques IMDb,  présente dans la section « Liens externes ».
- Titre français : Frangins malgré eux
- Titre original : Step Brothers
- Titre québécois : Demi-frères
- Réalisation : Adam McKay
- Scénario : Adam McKay et Will Ferrell, d'après une histoire de Adam McKay, Will Ferrell et John C. Reilly
- Musique : Jon Brion
- Directeur de la photographie : Oliver Wood
- Montage : Brent White (en)
- Distribution des rôles : Allison Jones (en)
- Direction artistique : Virginia Randolph Weaver
- Décors : Clayton Hartley
  - Décorateur de plateau : Casey Hallenbeck
- Costumes : Susan Matheson (en)
- Producteurs : Jimmy Miller et Judd Apatow
  - Coproducteur : Joshua Church
  - Producteurs exécutifs : Will Ferrell, David Householter et Adam McKay
  - Producteurs associés : Jessica Elbaum (en) et Andrew Epstein
- Sociétés de production : Columbia Pictures, Relativity Media, Apatow Productions, Mosaic Media Group et Gary Sanchez Productions
- Distribution : Columbia Pictures (États-Unis), Sony Pictures (France)
- Budget : 65 millions de dollars
- Pays de production :  États-Unis
- Langues originales : anglais et espagnol
- Format : 2.35:1 - 35 mm - Couleur • Son SDDS - DTS - Dolby Digital
- Genre : comédie
- Durée : 98 minutes, 106 minutes (version longue)
- Dates de sortie[1] :
  - États-Unis et Canada : 25 juillet 2008
  - France : 19 novembre 2008

## Distribution
- Will Ferrell (VF : David Krüger ; VQ : François Godin) : Brennan Huff
- John C. Reilly (VF : Jérôme Pauwels ; VQ : Yves Soutière) : Dale Doback
- Mary Steenburgen (VF : Martine Irzenski ; VQ : Nathalie Coupal) : Nancy Huff
- Richard Jenkins (VF : Stéphane Bazin ; VQ : Guy Nadon) : le docteur Robert Doback
- Adam Scott (VF : Axel Kiener ; VQ : Jean-François Beaupré) : Derek Huff
- Kathryn Hahn (VF : Patricia Piazza ; VQ : Viviane Pacal) : Alice Huff
- Andrea Savage (VQ : Camille Cyr-Desmarais) : Denise
- Ken Jeong : l'agent d'emploi
- Wayne Federman (VF : Emmanuel Rausenberger) : Don, l'aveugle
- Logan Manus (VF : Thomas Sagols ; VQ : Samuel Hébert) : Chris Gardoski
- Seth Morris : le docteur
- Shira Piven (en) : l'infirmière
- Jason Davis : TJ
- Lurie Poston (en) : Tommy Huff
- Rob Riggle (VF : Emmanuel Gradi) : Randy
- Ian Roberts (en) (VF : Patrick Floersheim) : le thérapeute
- Seth Rogen (VF : Gilles Morvan ; VQ : Tristan Harvey) : le manager d'articles de sport
- Horatio Sanz (en) (VF : Patrick Mancini) : le chanteur
- Gillian Vigman : Pam

Source et légende : Version Française (VF) sur RS Doublage; Version Québécoise (VF)

## Accueil

### Critique
Frangins malgré eux rencontre un accueil mitigé lors de sa sortie : dans les pays anglophones, 55 % des 181 critiques collectées par le site Rotten Tomatoes sont favorables, pour une moyenne de 5,5⁄10
, tandis qu'il obtient un score de 51⁄100 sur le site Metacritic
, pour 33 critiques. Toutefois, le film est largement bien accueilli en France, où il obtient une moyenne de 3,9⁄5 sur le site Allociné, pour 16 critiques.

### Box-office
| Pays ou région | Box-office      | Date d'arrêt du box-office | Nombre de semaines |
| -------------- | --------------- | -------------------------- | ------------------ |
| Mondial        | 128 107 642 USD | 1er mars 2009              | 30                 |
| États-Unis     | 100 468 793 USD | 21 septembre 2008          | 9                  |
| France         | 26 331 entrées  | 10 décembre 2008           | 3                  |

## Sortie en vidéo
Le DVD et le Blu-Ray de Frangins malgré eux est sorti le 2 décembre 2008 aux États-Unis et le 20 mai 2009 en France. Aux États-Unis, une édition du film en 1 DVD version longue et une édition en deux DVD contenant la version cinéma et version longue furent sorties. En France, il est édité en un seul DVD proposant de lire le film en version cinéma ou en version longue.

### Version longue

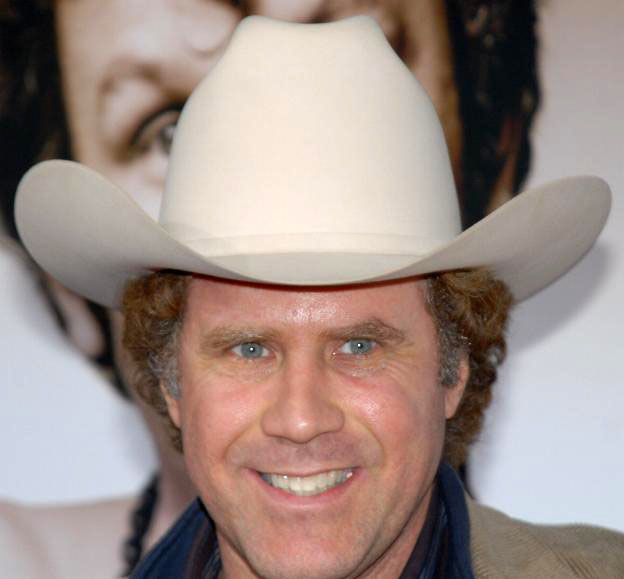
L'acteur principal Will Ferrell, l'année de sortie du film.

La version longue de Frangins malgré eux peut-être visible sur le DVD du film aux États-Unis et en France, allongeant la durée du film de 98 à 106 minutes ; parmi les scènes ajoutées ou alternatives : 
- une scène alternative de la scène du repas du début [8e minute], dans laquelle notamment Brennan refuse de passer la sauce faite par sa mère à Dale et son père ;
- une scène ajoutée [19e minute] où Nancy, appelée au téléphone lors d'une conférence, apprend la bagarre entre Brennan et Dale, mais se rendant à la maison, elle est attaquée par un chien. Par la suite, après le départ de Robert de l'hôpital, on voit une courte discussion entre un médecin et la réceptionniste, non présente dans la version sortie en salles [20e minute] ;
- une version étendue des entretiens d'embauche [41e minute] ;
- une conversation entre Nancy et Robert, où ce dernier adresse aussi quelques mots à Derek, suivi d'un plan dans lequel apparaît plus longuement Dale [55e minute] ;
- une scène du dîner où Alice veut coucher avec Dale, différente de la version cinéma. En effet, la scène du montage cinéma se déroule en soirée et est plus courte, contrairement à la version longue, se déroulant en après-midi et pour plus longtemps, avec en plus une scène de sexe entre Dale et Alice. La scène du dîner de la version sortie en salles est intégrée à la suite, avec un montage différent ;
- un allongement de la scène où Brennan et Dale prennent leur revanche sur les enfants.

## Autour du film
- Troisième long métrage réalisé par Adam McKay après Présentateur vedette : La Légende de Ron Burgundy (2004) et Ricky Bobby : roi du circuit (2006), Frangins malgré eux marque également la troisième collaboration du réalisateur avec l'acteur Will Ferrell, ainsi qu'avec le producteur Judd Apatow pour ces trois réalisations.
- Adam McKay met en scène pour la seconde fois le duo Will Ferrell et John C. Reilly après Ricky Bobby : roi du circuit.
- Les faux testicules utilisés par Will Ferrell dans le film étaient d'une valeur d'environ 20 000 $ et lui furent présentés comme un cadeau emballé[9].
- Mary Steenburgen et Will Ferrell avaient déjà joué ensemble dans Elfe.